# Колаборационизъм
Колаборационизмът в юридическата трактовка на международното право е съзнателно, доброволно и умишлено сътрудничество с врага, в негов интерес и във вреда на своята държава. Терминът по-често се използва в по-тесен смисъл – като сътрудничество с окупатори, особено по време на Втората световна война.
В наказателното законодателство на мнозинството от държавите в света фактът на колаборационизъм се квалифицира като престъпление против своята държава, обикновено като държавна измяна.
Първоначално означава сътрудничество на гражданите на Франция (към което е призовал нацията ръководителят на режима Виши на маршал Филип Петен през 1940 година) с германските власти в периода на окупацията на Франция в хода на Втората световна война.
След това започва да се прилага и към други европейски правителства, действали под германска окупация – правителство на Видкун Квислинг в Норвегия, режим на Локотската република (ок. Локот, дн. Брянска област, Русия), или към военни организации на граждани на окупирани страни под контрола на Страни от Оста – Руска освободителна армия на генерал Андрей Власов, национални дивизии на СС (като 1-ва българска СС противотанкова бригада) и др.